# Hancock (Maryland)

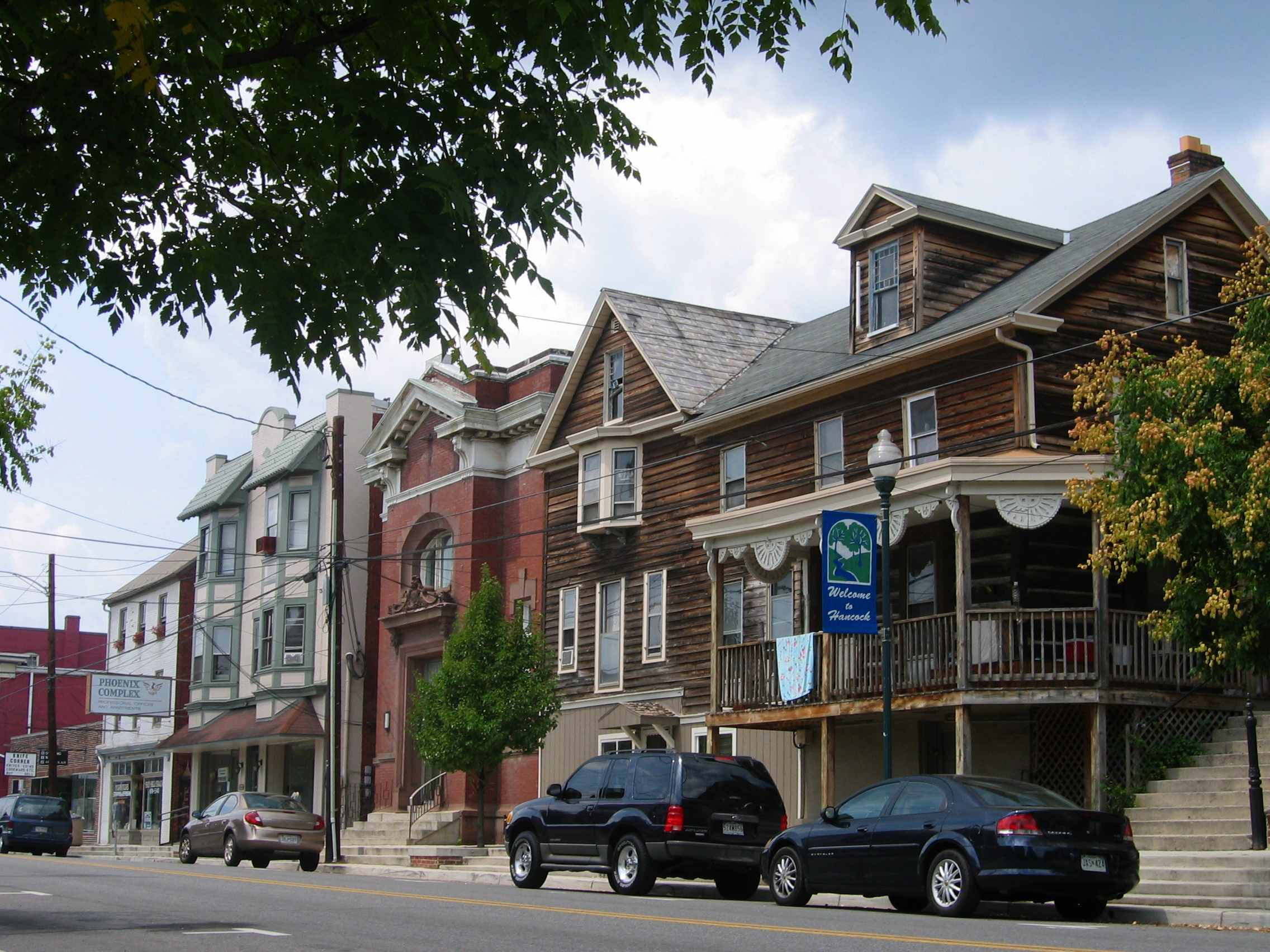
Main Street

Hancock is een plaats (town) in de Amerikaanse staat Maryland, en valt bestuurlijk gezien onder Washington County. Nabij Hancock is Maryland slechts 3 km breed.

## Demografie
Bij de volkstelling in 2000 werd het aantal inwoners vastgesteld op 1725.
In 2006 is het aantal inwoners door het United States Census Bureau geschat op 1723, een daling van 2 (-0,1%).

## Geografie
Volgens het United States Census Bureau beslaat de plaats een oppervlakte van
7,0 km², geheel bestaande uit land. Hancock ligt op ongeveer 197 meter boven zeeniveau. Hancock ligt aan de rivier de Potomac en wordt doorsneden door het Chesapeake and Ohio Canal.

## Plaatsen in de nabije omgeving
De onderstaande figuur toont nabijgelegen plaatsen in een straal van 32 km rond Hancock.

## Geboren
- Ian Carey (1975-2021), house dj en muziekproducent